# 瀧川辨三

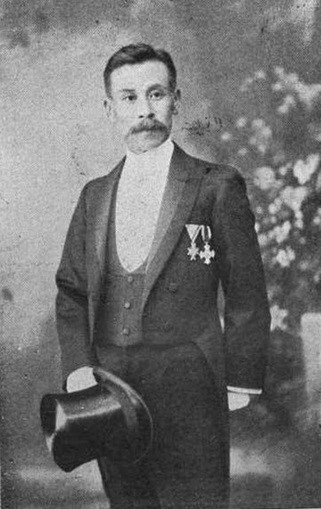
滝川弁三 1908年頃

瀧川 辨三（たきがわ べんぞう、嘉永4年11月21日（1851年12月13日） - 大正14年（1925年）1月12日）は、日本の実業家、政治家で神戸市実業界の重鎮。
1884年、神戸で興したマッチ製造会社（精燧社）が成功、精燧社は数々の会社を吸収して東洋燐寸株式会社と改名し、辨三は「日本のマッチ王」と呼ばれるようになる。神戸のガス・水道・電気・築港などの公共事業にも参画し、また巨資を投じて滝川中学校を設立した。神戸商工会議所会頭、貴族院多額納税者議員（1915年1月21日 - 1918年9月28日）などを歴任し1925年没。享年75。

## 経歴

### 長府藩時代
嘉永4年（1851年）11月21日長府藩士瀧川清の二男として生まれた（戸籍では兵庫県平民）。幼名は百十郎、通称は武熊。
元治元年（1864年）6月集童場に入学、明治元年（1868年）4月報国隊に入隊し、北越戦争に参戦、12月会津戦争に勝利後帰郷したが、兄瀧川六郎は1869年（明治2年）2月長岡で戦死した。

### 修学時代
明治3年（1870年）5月大阪開成学校に入学し、英語を学んだ。明治4年（1871年）10月東京に遊学したが、明治6年（1873年）1月父の病死により帰郷し、3月3日家督を継いだ。
1873年（明治6年）6月工部電信学校に入学、1874年（明治7年）7月梅田駅電信係、1875年（明治8年）8月三宮駅電信係を務め、1878年（明治11年）2月帰京し、3月鶴見駅に配属、12月福島郵便電信局に赴任した。

### 神戸での起業
1879年（明治12年）5月退職し、故郷で家財を売り払い、6月から1880年（明治13年）6月まで神戸外国人居留地12番クニフラー商会（後にイリス商会）に務めた後、兵庫新場（後の湊町四丁目）でマッチ製造会社清燧社を興し、10月葺合加納町に東華館を新設した。
当初は日本製マッチの品質の悪さから輸出が伸びず、1884年（明治17年）には一旦途絶えたが、1885年（明治18年）上海への輸出が成功し、香港、南洋諸島へと販路を拡大した。1892年（明治25年）5月イギリスウィリアム・ダフからの原料直輸入を開始した。

### 事業拡大
1892年（明治25年）8月兵庫中道通二丁目、1894年（明治27年）10月17日津名郡志筑町に工場を新設、1894年(明治27年)には呉錦堂と合弁でマッチの輸出会社「義生号」を設立した。1895年（明治28年）7月土井喜代松の雲井通二丁目工場を買収、1896年（明治29年）9月11日百崎俊雄の水木通一丁目工場を買収して瀧川合名会社を設立して社長に就任した。
1897年（明治30年）9月27日泉田ヨネの工場を買収し、麦少彭との共同出資で良燧合資会社を設立、社長となった。1901年（明治34年）3月20日瀧川合名会社を良燧合資会社に合併し、4月23日養子に瀧川儀作に社長の座を譲った。
1903年（明治36年）4月1日下沢通二丁目に製函工場を開設し、10月20日から12月10日まで上海、広東、香港、シンガポールを外遊した。1904年（明治37年）3月18日本庄横道町及び中河内郡長原工場を買収、12月1日沢田清兵衛の大開通二丁目工場を借受け、黄燐マッチの製造を開始した。
1905年（明治38年）4月27日泉南郡佐野村工場、1907年（明治40年）4月17日山県勇三郎の北海道製軸工場を買収し、日本燐寸軸木株式会社を設立した。
1910年（明治43年）6月から7月まで実業観光団の一員として朝鮮、満州、清を視察し、7月オムサロ、紋別、大曲、涛沸の各工場、古梅、藻琴山の伐採場を視察した。
1912年（大正）元年10月1日津名郡江井村、1916年（大正5年）1月8日下沢通六丁目に工場を新設した。8月26日瀧川燐寸株式会社を設立し、11月増資して東洋燐寸株式会社と改称、1918年（大正7年）4月20日相談役に就任した。

### 燐寸業以外
日本商業銀行取締役、帝国水産取締役、東亜セメント取締役、神戸信託取締役、兵庫電気軌道取締役、神戸電気鉄道監査役、兵庫倉庫社長、山陽皮革取締役、神栄取締役、豊国セメント相談役、太平洋海上保険取締役社長、日本毛織取締役を歴任した

### 教育
1918年（大正7年）1月11日財団法人兵庫中学校（滝川中学校・高等学校）を設立し、4月1日から1920年（大正9年）7月1日まで校長を務めた。

### 政治
1893年（明治26年）1月10日から1902年（明治35年）1月25日まで湊東区会議員を務めた。1895年（明治28年）4月20日神戸市会議員に当選、1901年（明治34年）5月27日から1903年（明治36年）9月3日まで神戸市名誉職参事会員を務めた。
1915年（大正4年）1月21日から1918年（大正7年）9月28日まで貴族院多額納税者議員を務めた。

### 死去
1925年（大正14年）1月12日生田町本邸で脳溢血により死去し、夢野墓地に葬られた。法号は瑞光院殿積徳弘善大居士。
1926年（大正15年）8月桂弥一により長府町笑山寺境内に彰功碑が建てられ、1927年（昭和2年）2月8日福田青陽により瀧川中学校校庭に胸像が建てられた。

## 栄典
- 1900年（明治33年）7月25日 日本赤十字社有功章[1]
- 1902年（明治35年）2月22日 勲六等瑞宝章[17]
- 1916年（大正5年）4月1日 勲四等瑞宝章[1]
- 1920年（大正9年）5月22日 紺綬褒章[1]
- 1925年（大正14年）1月14日 従五位[18]

## 瀧川氏

### 先祖
瀧川家伝来の系図によれば、先祖は大伴姓甲賀郡大原氏で、大原貞景16世孫資次が滝氏を称した。天文18年（1549年）11月徳川家康に従い駿河国に移り、江戸時代初期、その孫当長は松江藩堀尾忠晴、大和新庄藩桑山修理亮に仕え、延宝8年（1680年）12月28日重直が江戸で長府藩毛利綱元に仕えた。その孫資昌が瀧川を名乗り、資栄、資致の次が辨三資央（ひで）とされる。

### 親族
- 父：瀧川資致 - 原田将監尚庸の子。後に清[19]。1873年（明治6年）1月10日病死[1]。
- 母：益 - 荻野十郎左衛門朝香娘[1]。
  - 兄：瀧川六郎 - 明治2年（1869年）2月北越戦争中長岡で戦死[1]。
  - 妹：たか[20]
  - 弟：志一 - 夭折[19]。
  - 弟：弥八[19]
- 妻：吉（きち[21]） - 井上𠄤三次女[10]。安政6年（1859年）7月生[21]、1880年（明治13年）7月24日結婚[10]。
- 長男：英一 - 1883年（明治16年）11月生[21]。
- 長女：とよ - 1881年（明治14年）9月生[21]。
  - 養嗣子：瀧川儀作(1874年 - 1963年) 神戸商業会議所会頭、神戸日華実業協会長、東洋燐寸社長。
- 次男：雄二 - 1887年（明治20年）4月生[21]。
- 三男：節三 - 1888年（明治21年）3月生[21]。
- 次女：きよ - 1892年（明治25年）5月生。日本銀行大阪支店長・平瀬市五郎(平瀬亀之助の分家筋)に嫁ぐ[21][22]。その娘・睦は、平瀬亀之助の養嗣子で平瀬家8代当主の平瀬三七雄の妻となり、夫没後同家9代目当主となった。
- 三女：カヨ - 1894年（明治27年）2月生。三重県岡本赳に嫁ぐ[21]。
- 四男：倹四郎 - 1898年（明治31年）2月生[21]。
- 五男：五郎 - 1895 年（明治28年）12月生[21]。